# Kuk (Tomislavgrad, BiH)
Kuk je naseljeno mjesto u općini Tomislavgrad, Federacija Bosne i Hercegovine, BiH.
Nalazi se u gornjem, zapadnom dijelu Duvanjskog polja između sela Lug i Sarajlije. Ime je dobilo po starohrvatskoj riječi kuk kojom se označava kamena uzvisina, a takva postoji u ovom selu.
U selu se nalazi crkva posvećena Blaženoj Djevici Mariji. 

## Stanovništvo

### 1991.
Nacionalni sastav stanovništva 1991. godine, bio je sljedeći:
ukupno: 207
- Hrvati - 205 (99,03%)
- ostali, neopredijeljeni i nepoznato - 2 (0,97%)

### 2013.
Nacionalni sastav stanovništva 2013. godine, bio je sljedeći:
ukupno: 232
- Hrvati - 232 (100%)